# Puilboreau
Puilboreau est une commune du Sud-Ouest de la France située dans le département de la Charente-Maritime, en région de Nouvelle-Aquitaine.
Ses habitants sont appelés les Puilborains et les Puilboraines.

## Géographie
Puilboreau est située au nord-est de La Rochelle, en agglomération quasi-continue avec cette dernière, en particulier au niveau des quartiers Lafond ou Moulin-des-Justices.
Sur la commune s'étend la zone commerciale de Beaulieu, créée à la fin des années 1960 le long de la RN 11. Avec près de 200 enseignes sur une emprise de 74 hectares, elle est aujourd'hui un des principaux pôles commerciaux de l'agglomération rochelaise, sur l'ensemble de laquelle s'étend son rayonnement, et a largement contribué à la prospérité de la commune.
Puilboreau bénéficie également du calme de ses zones pavillonnaires et de son bois de 10 hectares, la Tourtillère, ouvert en de multiples circuits pour les sportifs ou les promeneurs.

### Hameaux et lieux-dits
La commune comprend plusieurs hameaux, lieux-dits ou villages, tels La Motte, La Vallée, Le Treuil Gras, Le Temps Perdu (aggloméré à la commune voisine de Saint-Xandre) ou une partie du village du Payaud, partagé avec les communes de Nieul-sur-Mer et, dans une moindre mesure, de Lagord.

### Communes limitrophes
| Nieul-sur-Mer | Saint-Xandre |                   |
| Lagord        | Puilboreau   | Dompierre-sur-Mer |
| La Rochelle   | Périgny      |                   |

## Urbanisme

### Typologie
Au 1er janvier 2024, Puilboreau est catégorisée ceinture urbaine, selon la nouvelle grille communale de densité à 7 niveaux définie par l'Insee en 2022.
Elle appartient à l'unité urbaine de La Rochelle, une agglomération intra-départementale dont elle est une commune de la banlieue,. Par ailleurs la commune fait partie de l'aire d'attraction de La Rochelle, dont elle est une commune de la couronne,. Cette aire, qui regroupe 72 communes, est catégorisée dans les aires de 200 000 à moins de 700 000 habitants,.

### Occupation des sols
L'occupation des sols de la commune, telle qu'elle ressort de la base de données européenne d’occupation biophysique des sols Corine Land Cover (CLC), est marquée par l'importance des territoires agricoles (51,8 % en 2018), en diminution par rapport à 1990 (68,6 %). La répartition détaillée en 2018 est la suivante : 
terres arables (50,2 %), zones urbanisées (31,8 %), zones industrielles ou commerciales et réseaux de communication (12 %), espaces verts artificialisés, non agricoles (4,5 %), zones agricoles hétérogènes (1,5 %). L'évolution de l’occupation des sols de la commune et de ses infrastructures peut être observée sur les différentes représentations cartographiques du territoire : la carte de Cassini (XVIIIe siècle), la carte d'état-major (1820-1866) et les cartes ou photos aériennes de l'IGN pour la période actuelle (1950 à aujourd'hui).

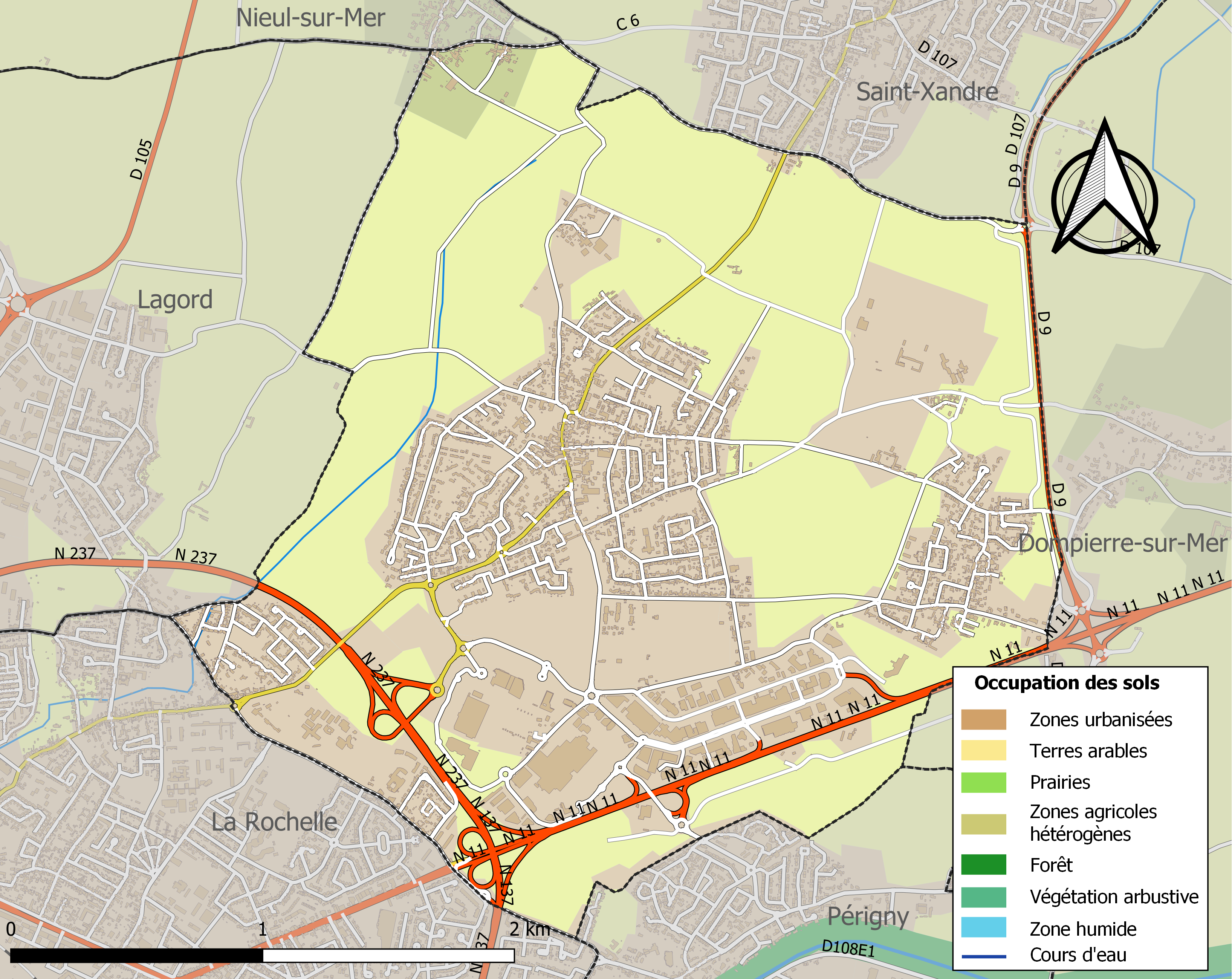
Carte des infrastructures et de l'occupation des sols de la commune en 2018 (CLC).

### Risques majeurs
Le territoire de la commune de Puilboreau est vulnérable à différents aléas naturels : météorologiques (tempête, orage, neige, grand froid, canicule ou sécheresse), inondations, mouvements de terrains et séisme (sismicité modérée). Il est également exposé à un risque technologique,  le transport de matières dangereuses. Un site publié par le BRGM permet d'évaluer simplement et rapidement les risques d'un bien localisé soit par son adresse soit par le numéro de sa parcelle.

#### Risques naturels
Certaines parties du territoire communal sont susceptibles d’être affectées par le risque d’inondation par débordement de cours d'eau. La commune a été reconnue en état de catastrophe naturelle au titre des dommages causés par les inondations et coulées de boue survenues en 1982, 1993, 1999, 2001 et 2010,.

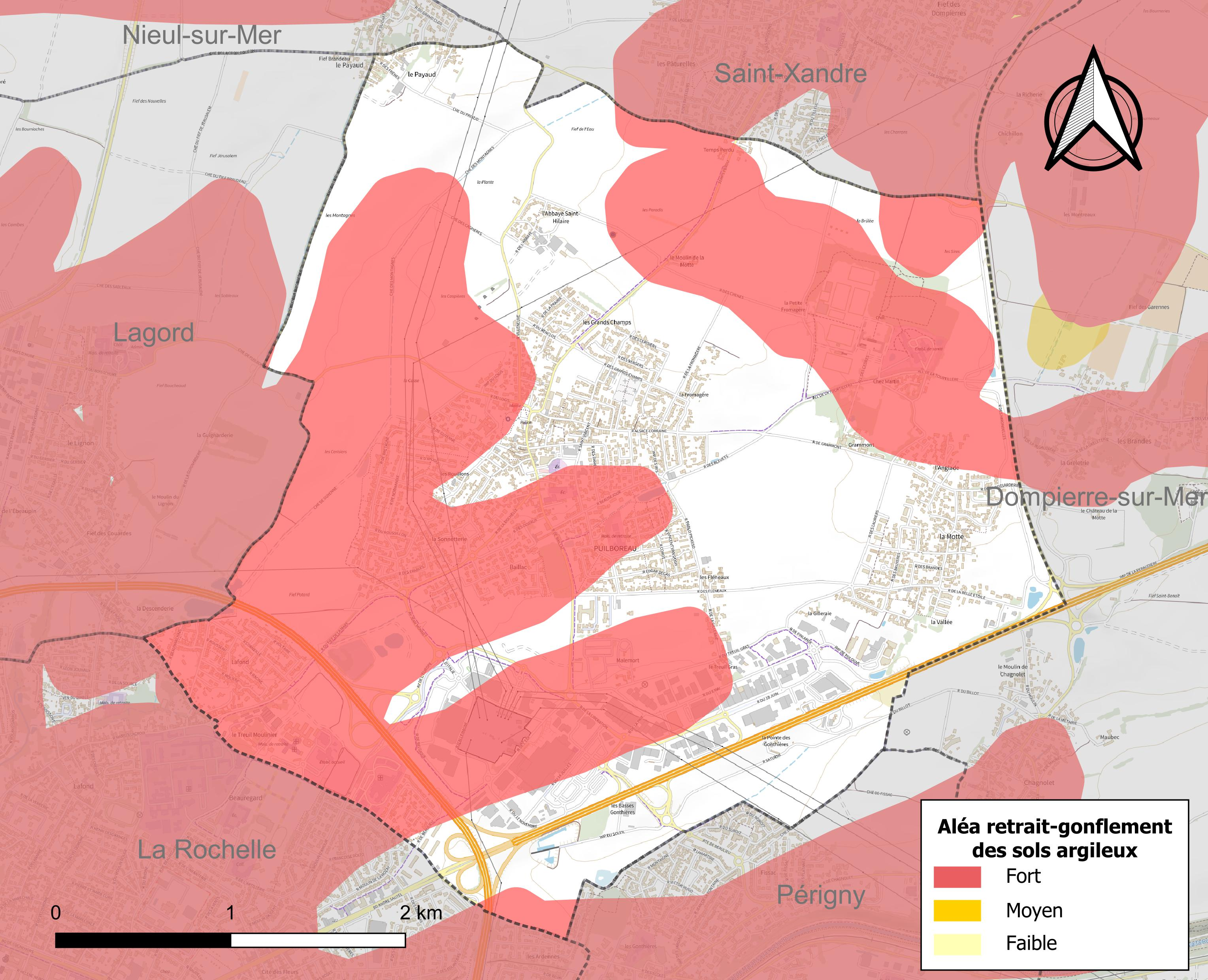
Carte des zones d'aléa retrait-gonflement des sols argileux de Puilboreau.

Les mouvements de terrains susceptibles de se produire sur la commune sont des tassements différentiels.
Le retrait-gonflement des sols argileux est susceptible d'engendrer des dommages importants aux bâtiments en cas d’alternance de périodes de sécheresse et de pluie. 50,7 % de la superficie communale est en aléa moyen ou fort (54,2 % au niveau départemental et 48,5 % au niveau national). Sur les 2 348 bâtiments dénombrés sur la commune en 2019,  1 152 sont en aléa moyen ou fort, soit 49 %, à comparer aux 57 % au niveau départemental et 54 % au niveau national. Une cartographie de l'exposition du territoire national au retrait gonflement des sols argileux est disponible sur le site du BRGM,.
Par ailleurs, afin de mieux appréhender le risque d’affaissement de terrain, l'inventaire national des cavités souterraines permet de localiser celles situées sur la commune.
Concernant les mouvements de terrains, la commune a été reconnue en état de catastrophe naturelle au titre des dommages causés par la sécheresse en 1990 et 2003 et par des mouvements de terrain en 1999 et 2010.

#### Risques technologiques
Le risque de transport de matières dangereuses sur la commune est lié à sa traversée par une ou des infrastructures routières ou ferroviaires importantes ou la présence d'une canalisation de transport d'hydrocarbures. Un accident se produisant sur de telles infrastructures est susceptible d’avoir des effets graves sur les biens, les personnes ou l'environnement, selon la nature du matériau transporté. Des dispositions d’urbanisme peuvent être préconisées en conséquence.

## Toponymie
C'est en 1199 qu'est mentionné le village sous le nom de Podioliborelli lors de la réception d'une délégation rochelaise par Aliénor d'Aquitaine. Le toponyme a ensuite évolué en Polyboreau, Puy-le-Boreau, Pilboreau et enfin Puilboreau.
Si la mention latine podioli (podiolum) signifie « la petite colline », du latin podium  « hauteur, lieu élevé », la suite du toponyme reste obscure et évoque très probablement un nom de personne : Boreau.
En saintongeais, la commune est appelée Peulbouria.

## Histoire
Puilboreau devient une commune en 1858 à partir de ses voisines Cognehors, aujourd'hui disparue (Cognehors fut divisée entre La Rochelle, Dompierre et Périgny, la partie restante du territoire participant à la formation de Puilboreau), Lagord et Dompierre-sur-Mer. Elle regroupait à cette époque une population voisine de 310 habitants.
Les premières mentions du village datent du XIIe siècle, alors nommé « Podioliborelli » lors de la réception d'une délégation rochelaise par la reine Aliénor d'Aquitaine. Par la suite, son nom subit des modifications (« Puyle-Boreau », « Pilboreau ») pour enfin devenir « Puilboreau ». Au XVIe siècle, le territoire de la commune actuelle est partagé entre de nombreuses petites seigneuries telles que Puilleboreau, Baillac, La Tourtillière et La Vallée.
Le 13 décembre 1572, Philippe Strozzi, colonel général de l'infanterie, arrive avec une partie des Gardes françaises et quelques autres régiments au village de Puy-le-Boreau et investit La Rochelle, dont le siège commence au printemps de 1573.
Le domaine de la seigneurie accueillit des vignobles dès le Moyen Âge, le vin se vendait principalement à La Rochelle ou se transformait sur place, dans des brûleries, en une eau-de-vie assez célèbre au temps de Philippe Auguste.
Dans un contexte de crise agricole, notamment lié au phylloxéra en 1875, les agriculteurs durent se reconvertir. La vigne fut arrachée et remplacée par du blé et par le développement de l'élevage. La première ferme-école de France est fondée sur ces terres. Une variété de betteraves est alors créée par monsieur Bouscasse, ingénieur agronome, directeur de la ferme-école de Grammont - la betterave de Puilboreau - qui se répandit par la suite dans toute la France.
Actuellement, la ville bénéficie de l'attractivité de La Rochelle. Son économie repose sur environ 300 entreprises (6 % industrie ; 12 % construction ; 57 % commerce ; 18 % services ; 5 % agriculture)[réf. nécessaire].

## Politique et administration

### Liste des maires
L’intercommunalité dans l’agglomération rochelaise date des années 1970. Au fil des changements de statuts et de l’élargissement du territoire par l’adhésion de nouvelles communes, la collectivité est passée de la solidarité intercommunale à celle due aux plus fragiles de ses résidents, les dernières compétences acquises relevant du domaine social.
Sivom
Créé en 1964, le Syndicat intercommunal à vocation multiple (Sivom) regroupait alors 9 communes : La Rochelle, Aytré, Périgny, Saint-Rogatien, Puilboreau, Lagord, Châtelaillon-Plage, Angoulins-sur-Mer et L’Houmeau. Elles se partageaient la gestion de certains services difficiles à concevoir à l’échelle d’une seule localité : transports, gestion des déchets, traitement des eaux usées et production d’eau potable.
Communauté de villes
L’agglomération rochelaise a joué le rôle de pionnière dans l’Hexagone, en expérimentant un mode de relation intercommunale impliquant la taxe professionnelle unique, soit la mise en un « pot commun » de cette taxe sur les entreprises au profit de projets et compétences intéressant toute l’agglomération.
Créée le 31 décembre 1992 avec les communes de l’ancien Sivom, la communauté de villes (CDV) enregistrait un an plus tard l’adhésion de Nieul-sur-Mer, Saint-Xandre, La Jarne, Dompierre-sur-Mer, Salles-sur-Mer et Saint-Vivien.
En décembre 1997, trois autres communes adhéraient : Esnandes, Marsilly et Sainte-Soulle, portant à 18 leur nombre total.
Communauté d’agglomération
En janvier 2000, la CDV se transformait en CDA, se conformant ainsi aux statuts sur l’intercommunalité inscrits dans la loi Chevènement du 12 juillet 1999. Un passage en douceur puisqu’il n’entraînait pas de grande perturbation dans la représentativité des communes, le financement ou l’organisation du travail déjà expérimentés avec la CDV. Ce passage en communauté d’agglomération a permis d’étendre les compétences au domaine social en intégrant la politique de la ville et l’équilibre social de l’habitat, notamment.

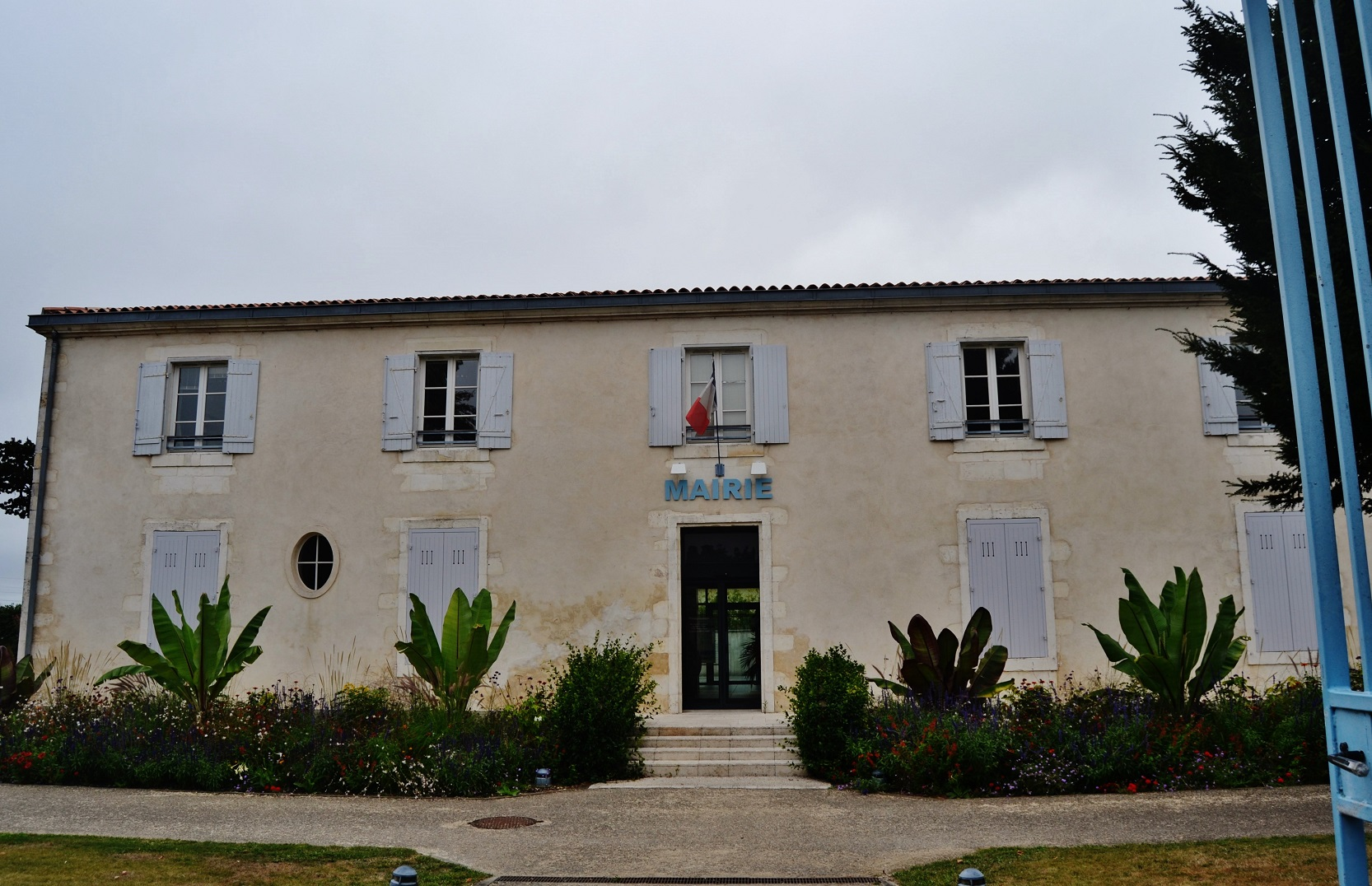
La mairie de Puilboreau.

| Période | Période  | Identité              | Étiquette | Qualité                                                                                           |
| ------- | -------- | --------------------- | --------- | ------------------------------------------------------------------------------------------------- |
| 1858    | 1865     | Guillaume Dayras      |           | Propriétaire                                                                                      |
| 1865    | 1882     | Édouard Bouscasse     |           | Directeur et fondateur de la Ferme-Ecole (Baillac puis Grammont) Chevalier de La Légion d'honneur |
| 1882    | 1885     | Alfred-Hilaire Renaud |           | Propriétaire de La Tourtillère                                                                    |
| 1885    | 1908     | Pierre Autrusseau     |           | Propriétaire cultivateur                                                                          |
| 1908    | 1934     | Pierre Gaillard       |           | Propriétaire cultivateur                                                                          |
| 1934    | 1935     | Jean Lévêque          |           | Propriétaire cultivateur au Payaud                                                                |
| 1935    | 1938     | Emile Coupeau         |           |                                                                                                   |
| 1938    | 1945     | Jean Lévêque          |           | Chassé de ses fonctions par le Comité de Libération                                               |
| 1945    | 1946     | Roger Morgat          |           | Propriétaire cultivateur                                                                          |
| 1946    | 1947     | Edmond Briaud         |           | Propriétaire cultivateur                                                                          |
| 1947    | 1953     | Roger Morgat          |           |                                                                                                   |
| 1953    | 1965     | Jean Daniaud          |           |                                                                                                   |
| 1965    | 1971     | Roger Morgat          |           |                                                                                                   |
| 1971    | 1981     | Jean Filippi          |           |                                                                                                   |
| 1981    | 2014     | Jack Proust           | PRG       | Retraité de l'Éducation nationale Conseiller général du canton de La Rochelle-5 (1992-2011)       |
| 2014    | 2016     | Jean-François Vatré   | PRG       | jugé inéligible pour 3 ans en avril 2016                                                          |
| 2016    | En cours | Alain Drapeau         | DVG       | Retraité de l'agriculture                                                                         |

## Population et société

### Démographie
L'évolution du nombre d'habitants est connue à travers les recensements de la population effectués dans la commune depuis 1793. Pour les communes de moins de 10 000 habitants, une enquête de recensement portant sur toute la population est réalisée tous les cinq ans, les populations de référence des années intermédiaires étant quant à elles estimées par interpolation ou extrapolation. Pour la commune, le premier recensement exhaustif entrant dans le cadre du nouveau dispositif a été réalisé en 2004.

En 2022, la commune comptait 6 668 habitants, en évolution de +11,26 % par rapport à 2016 (Charente-Maritime : +4,04 %, France hors Mayotte : +2,11 %).
| 1793 | 1800 | 1806 | 1821 | 1831 | 1836  | 1841  | 1846  | 1851  |
| ---- | ---- | ---- | ---- | ---- | ----- | ----- | ----- | ----- |
| 432  | 765  | 729  | 732  | 795  | 1 002 | 1 062 | 1 190 | 1 251 |

| 1856  | 1861  | 1866  | 1872 | 1876 | 1881  | 1886  | 1891 | 1896 |
| ----- | ----- | ----- | ---- | ---- | ----- | ----- | ---- | ---- |
| 1 505 | 1 006 | 1 026 | 963  | 977  | 1 072 | 1 005 | 930  | 936  |

| 1901 | 1906 | 1911 | 1921 | 1926 | 1931 | 1936 | 1946  | 1954  |
| ---- | ---- | ---- | ---- | ---- | ---- | ---- | ----- | ----- |
| 859  | 893  | 910  | 832  | 851  | 913  | 903  | 1 056 | 1 208 |

| 1962  | 1968  | 1975  | 1982  | 1990  | 1999  | 2004  | 2006  | 2009  |
| ----- | ----- | ----- | ----- | ----- | ----- | ----- | ----- | ----- |
| 1 342 | 1 484 | 2 109 | 2 634 | 4 067 | 4 622 | 4 836 | 4 990 | 5 322 |

| 2014  | 2019  | 2022  | - | - | - | - | - | - |
| ----- | ----- | ----- | - | - | - | - | - | - |
| 5 911 | 6 556 | 6 668 | - | - | - | - | - | - |

## Économie
La commune accueille de nombreux commerces dans la Zone commerciale de Beaulieu-Est, dont des enseignes connues comme But, Hyper U, Décathlon, Leroy Merlin, Darty, Truffaut, Conforama, Fnac, Cultura, Kiabi... ainsi qu'un important transformateur électrique de 380 000 Volts situé rue de l'EDF.

## Sports
- Rugby Club de Puilboreau.

Joueurs emblématiques
- Rémi Delavallée

## Jumelages
La ville de Puilboreau n'est jumelée avec aucune commune étrangère.

## Lieux et monuments
- La Tourtillière . M. Lessenne, capitaine, armateur, prêteur, propriétaire de plantations de canne à sucre à Saint Domingue achète le domaine de La Tourtillère et y fait reconstruire le château à la fin du XVIIIe siècle sur l'emplacement de l'ancien château en ruines. Restauré, le domaine accueille désormais la majorité des clubs sportifs de la commune ainsi que les activités culturelles : théâtre, musique, danse et peinture.
- L'église Saint-Louis . La construction de ce monument a été fortement perturbée par la crise économique liée au phylloxéra qui détruisit la totalité du vignoble. Elle fut terminée grâce aux donations de paroissiens, puis bénie le 22 mars 1885, placée sous l'invocation de saint Louis.
- La ferme-école de Grammont, créée dans le contexte de la crise du phylloxéra en 1875.

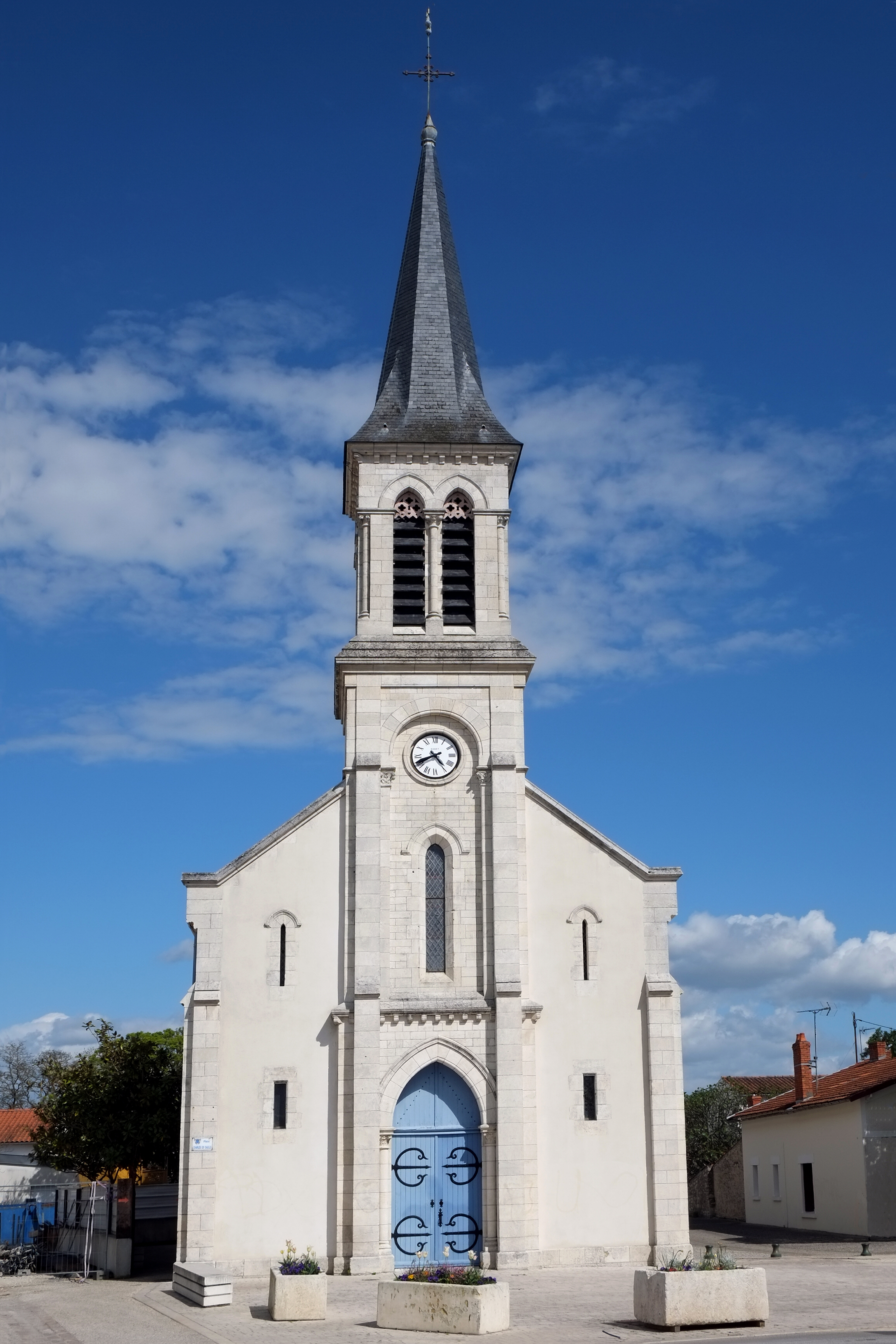
L'église Saint-Louis.
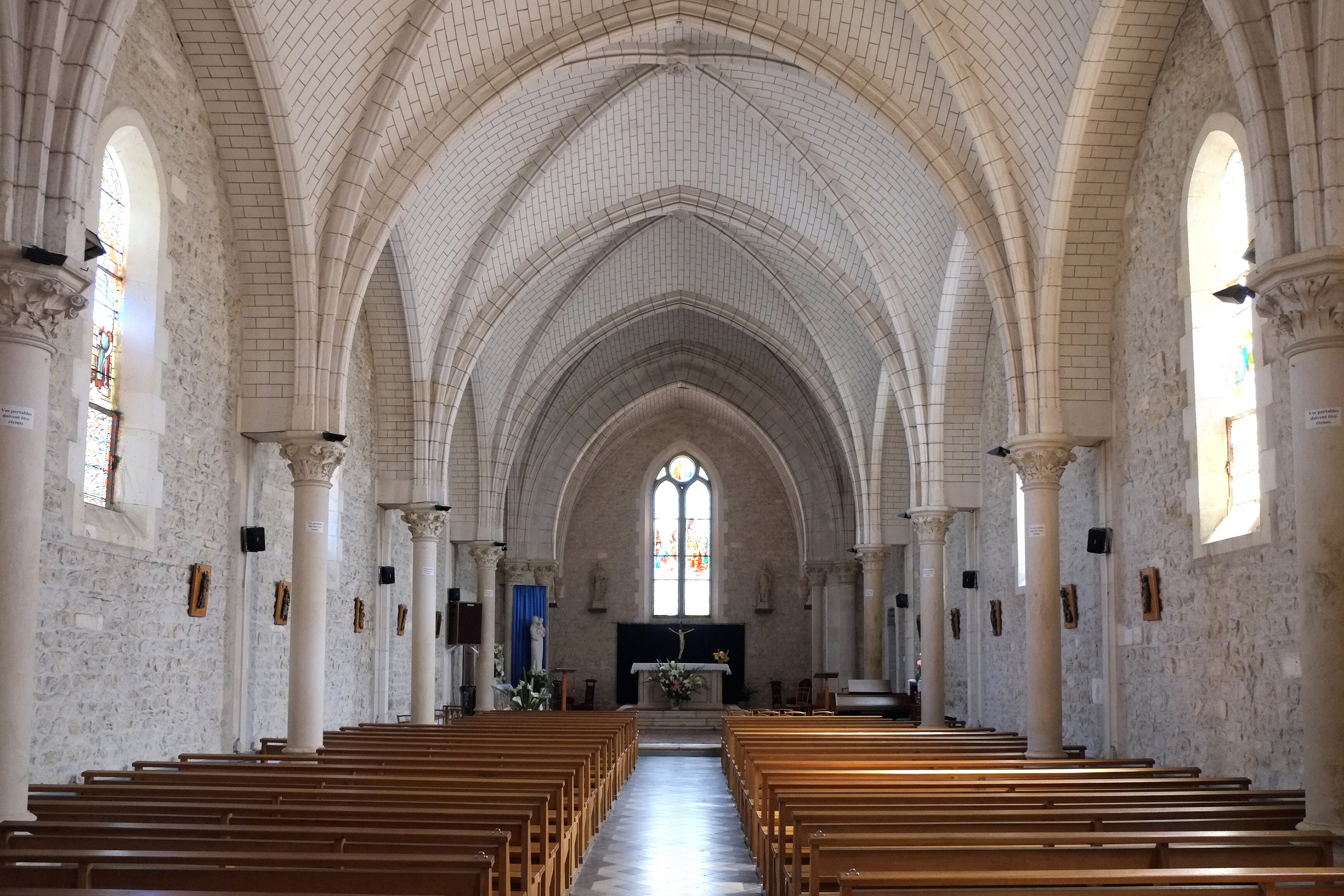
Nef de l'église Saint-Louis.

## Personnalités liées à la commune
- André Salardaine (1908-1985), homme politique.
- Hélène Nebout (1917-2014), résistante charentaise.
- Raymond Meunier (1920-2010), acteur décédé à Puilboreau.
- Thomas Berjon (1998), joueur de rugby.

## Héraldique
| Blason | Blasonnement : De gueules aux deux ancres de marine d’or passées en sautoir, à l’écusson d’argent semé de lys d’azur et sommé d’une couronne de comte aussi d’or perlée aussi d’argent brochant en abîme. |